# Management letter
Een managementletter is een rapport van de externe accountant van een bedrijf aan de raad van commissarissen (of de raad van toezicht) over zowel de bedrijfsvoering als over de administratieve organisatie van een bedrijf of organisatie.
De managementletter is een controle-instrument voor de raad van commissarissen ten behoeve van de toeziende taak op het bestuur van de onderneming. De accountant kan de managementletter ook gebruiken voor het doen van aanbevelingen aan het bestuur van de onderneming met betrekking tot de bedrijfsvoering en de administratieve organisatie.